# 皮亚韦河畔阿拉诺
皮亚韦河畔阿拉诺（義大利語：Alano di Piave），或纯音译为阿拉诺迪皮亚韦，是意大利威尼托大区贝卢诺省的一个市镇。总面积36平方公里，人口3055人，人口密度84.9人/平方公里（2009年）。国家统计（ISTAT）代码为025002。